# Kommunflagga

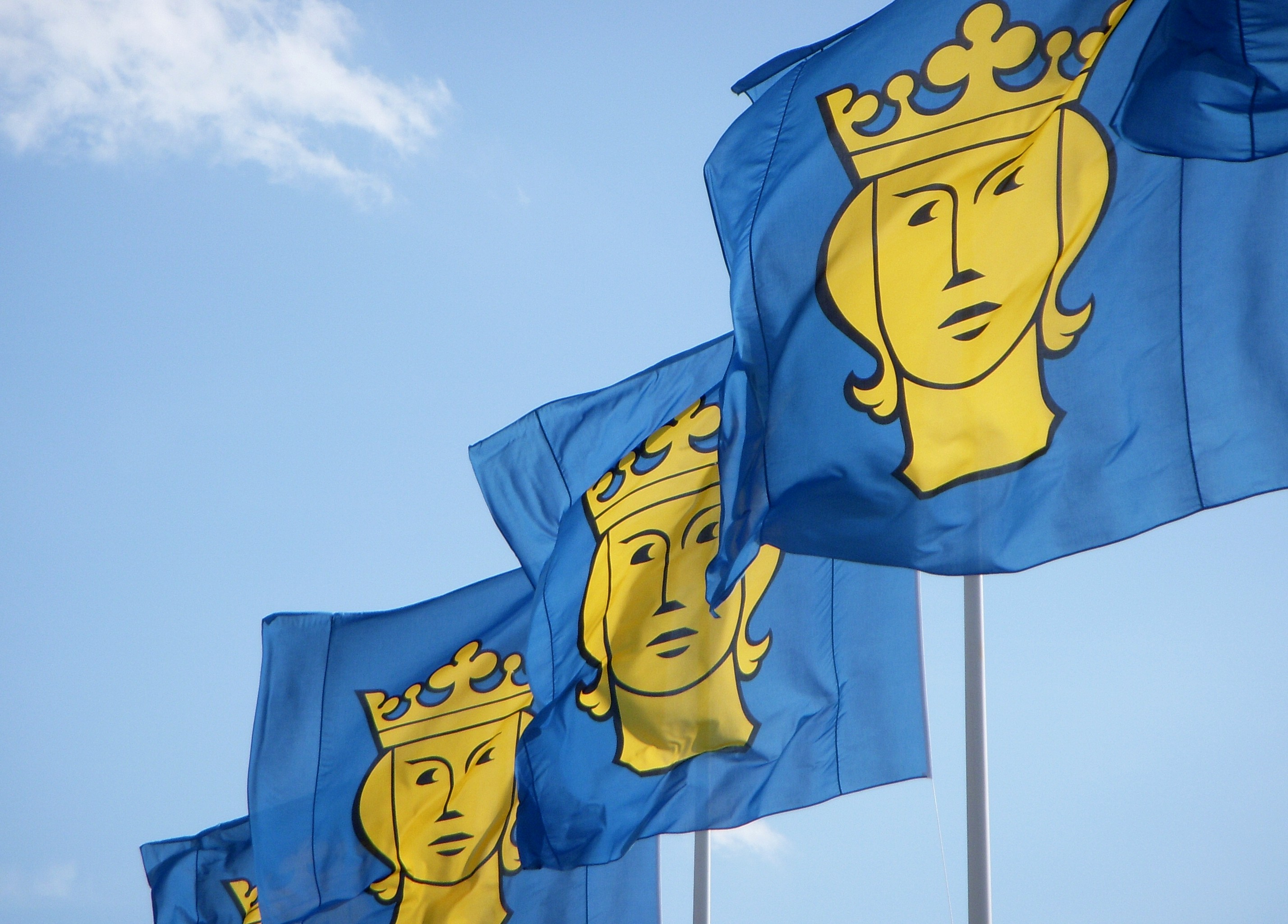
Stockholms kommuns flagga i flera exemplar utanför stadshuset. Flaggan är en vapenflagga i och med att den bär samma motiv som Stockholms kommunvapen.

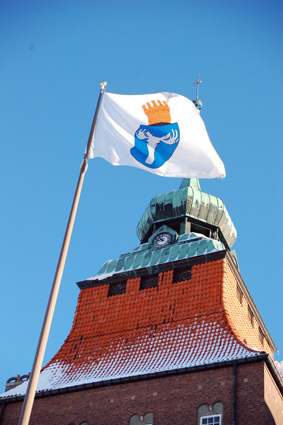
Östersunds kommuns flagga är ett exempel på en kommunflagga där vapnet helt enkelt har placerats i sköldform på en vit flaggduk, i detta fall också kombinerat med en murkrona.

Kommunflagga kallas en flagga som står för en viss kommun.
I Finland är det vanligt att kommunerna har vimplar i det heraldiska kommunvapnets färger, ofta kombinerad med någon symbol från vapnet närmast flaggstången. Ett exempel är den vimpel som förs av Helsingfors stad med stadsvapnet närmast stången. Dessa vimplar kan anses tillhöra samma tradition som husbondsvimplarna. Det förekommer också vapenflaggor och andra varianter.
I Sverige anses alla kommuner som har ett heraldiskt kommunvapen därigenom automatiskt ha en kvadratisk flagga som motsvarar vapenskölden. Denna typ av flagga kallas vapenflagga eller baner. Många kommuner använder dock andra flaggor, ofta med kommunvapnet på i sköldform, något som egentligen är onödigt och avråds ifrån.
I många länder utanför Norden är det vanligt att man fastställer en särskild flagga för en kommun på samma sätt som man fastställer ett kommunvapen.